# Сотвил ле Руан
Сотвил ле Руан (фр. Sotteville-lès-Rouen) град је у Француској, у департману Приморска Сена.
По подацима из 1999. године број становника у месту је био 29.553.

## Демографија
| 1962.  | 1968.  | 1975.  | 1982.  | 1990.  | 1999.  | 2011.  |
| ------ | ------ | ------ | ------ | ------ | ------ | ------ |
| 33.443 | 34.495 | 31.659 | 30.558 | 29.544 | 29.553 | 28.679 |